# Clontarf (Dublin)

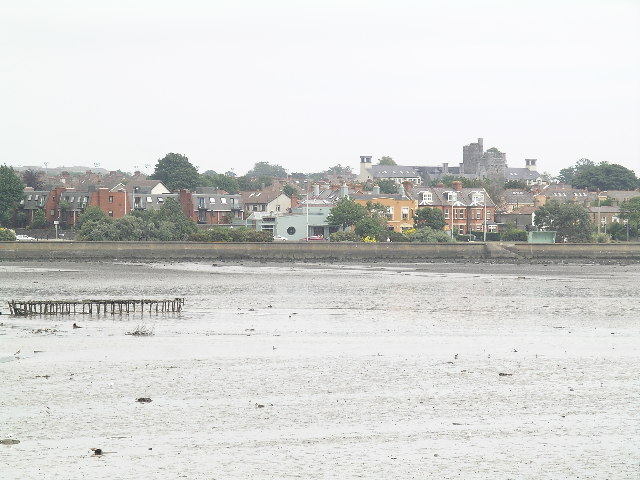
Clontarf mit dem Clontarf Castle (2003)

Clontarf (irisch Cluain Tarbh, „Bullenwiese“) ist ein Stadtviertel im Norden von Dublin. Das Stadtviertel befindet sich nordöstlich des Stadtzentrums und nördlich der Hafenanlagen und ist mit kleineren Wohnbauten als Vorstadt angelegt.

## Geschichte
Nach der Schlacht von Clontarf im Jahr 1014 und den Normanneneinfällen im Jahr 1172 etablierte sich ab dem 12. Jahrhundert eine Siedlung. Die Verwaltung und die Kirche wurden vom  Templerorden errichtet und später vom Johanniterorden übernommen. An der Stelle der ehemaligen Burg befindet sich heute das Clontarf Castle, ein Bau aus dem 18. Jahrhundert.

## Persönlichkeiten
- Bram Stoker (1847–1912), Schriftsteller
- Jackie Lee (* 1936), Sängerin
- Mary Banotti (1939–2024), Politikerin
- George Birmingham (* 1954), Richter und Politiker
- Ivor Callely (* 1958), Politiker
- Bono (* 1960), Sänger, Gitarrist und Songwriter der Rockband U2, besuchte in Clontarf die Mount Temple Comprehensive School[2]
- Maria Doyle Kennedy (* 1964), Schauspielerin und Sängerin